# Massimo Terzano
Massimo Terzano (* 23. April 1892 in Turin, Italien; † 18. Oktober 1947 in Rom) war ein italienischer Kameramann mit zwei Ausflügen in die Dokumentarfilmregie.

## Leben
Terzano, ein Pionier des heimischen Stummfilms, erhielt seine praktische, berufliche Ausbildung bei der in seiner Heimatstadt Turin befindlichen Produktionsfirma Ambrosio Film und erlernte sein Kamerahandwerk unter dem dort tätigen Kameraveteran Angelo Scalenghe. 1914 wurde Terzano von der Turiner Filmgesellschaft Gloria Films als Kameramann eingestellt. Nur unterbrochen von seinem Kriegsdienst 1916 bis 1918 fotografierte Terzano fortan Hunderte von Filmen, vor allem im Rom zur Zeit des Mussolini-Faschismus. Terzano stand in gut drei Jahrzehnten bei faktisch allen gängigen Genre-Produktionen hinter der Kamera, mehrfach Kostüm- und Historienfilme, aber auch Edelschnulzen, Dramen und Melodramen.
Erste größere Publikumserfolge waren ihm mit einigen Filmen rund um den antiken Muskelmann Maciste Mitte der 1920er Jahre beschieden. Mit Walter Ruttmanns semidokumentarischem Arbeiterdrama „Acciaio“ konnte Terzano erstmals auch einen künstlerisch ambitionierten Film fotografieren. Terzano arbeitete quasi mit allen renommierten Regisseuren der Mussolini-Ära zusammen: von Carmine Gallone über Augusto Genina und Mario Camerini bis hin zu Mario Soldati, Mario Bonnard und Gennaro Righelli. 1940 fotografierte er in italienischen Ateliers mit der Jenny-Jugo-Komödie „Unser Fräulein Doktor“ seine einzige rein deutsche Produktion. Fünf Jahre später war Terzano einer der ersten, einst im Faschismus privilegiert arbeitenden, italienischen Filmschaffenden, der schlagartig eine 180-Grad-Kehrtwende vollzog, als er als einer von mehreren Kameraleuten die antifaschistische Widerstandsdokumentation „Glorreiche Tage“ fotografierte.

## Filmografie
- 1914: Altri tempi
- 1915: I cavalieri delle tenebre
- 1915: Ombre umane
- 1915: Il principe folle
- 1916: La ballata dei fiori
- 1916: In mano al destino
- 1919: Casa di bambola
- 1919: L’avventura di Fracassa
- 1919: Lotte di giganti
- 1920: Atlas
- 1920: La corsa al sepolcro
- 1921: Il bacio nel deserto
- 1921: Il viaggio
- 1922: La casa sotto la neve
- 1922: L’inafferabile
- 1923: Dall’Italia all’Equatore (Dokumentarfilm, auch Regie)
- 1924: Saetta impara a vivere!
- 1924: Maciste Imperator (Maciste imperatore)
- 1925: Maciste in der Hölle (Maciste all'inferno)
- 1925: Die große Zirkuskatastrophe (Maciste nella gabbia dei leoni)
- 1926: Maciste, der Held der Berge (Il gigante delle Dolomite)
- 1927: Il carnevale di Venezia
- 1927: I martiri d’Italia
- 1928: La compagnia dei matti
- 1928: Giuditta e Oloferne
- 1928: Die Verbannten (Gli ultimi Zar)
- 1929: Paradiso bianco (Dokumentarfilm, auch Regie)
- 1930: La canzone dell’amore
- 1930: Corte d’Assise
- 1930: Il cortile
- 1931: Vele ammainate
- 1931: Rubacuori
- 1932: La cantante dell’opera
- 1932: Gli uomini, che mascalzoni !
- 1933: Arbeit macht glücklich (Acciaio)
- 1933: Fanny
- 1933: Giallo
- 1933: Ragazzo
- 1934: Come le foglie
- 1934: Stadio
- 1934: Il capello a tre punte
- 1935: Aldebaran
- 1935: Darò un milione
- 1935: Casta Diva
- 1936: Der große Appell (Il grande appello)
- 1936: Der Mann, der nicht „nein“ sagen kann (Ma non è una cosa seria)
- 1936: Die weiße Schwadron (Lo squadrone bianco)
- 1937: Il dottor Antonio
- 1937: Mutterlied (Solo per te)
- 1938: Rivalin der Zarin (Tarakanova)
- 1938: Inventiamo l’amore
- 1938: Drei Frauen um Verdi (Giuseppe Verdi)
- 1939: Santuzza (Cavalleria Rusticana)
- 1939: Le sorprese del divorzio
- 1940: Kean
- 1940: Boccaccio
- 1940: Kapitän Orlando (Il ponte dei sospiri)
- 1940: Unser Fräulein Doktor
- 1941: Der Pistolenschuß (Il colpi di pistola)
- 1941: Tragica notte
- 1941: Capitan Tempesta
- 1942: Malombra
- 1942: Zazà
- 1944: La freccia nel fianco
- 1944: Due lettere anonime
- 1945: Glorreiche Tage (Giorni di Gloria) (Dokumentarfilm)
- 1945: Sturmnacht (Notte di tempesta)
- 1945: Le miserie del signor Travet
- 1946: Cronaca nera
- 1946: L’angelo e il diavolo
- 1947: Il barbiere di Siviglia